# Maurice Despret
Pour les articles homonymes, voir Despret.
Ne doit pas être confondu avec Maurice Depret.

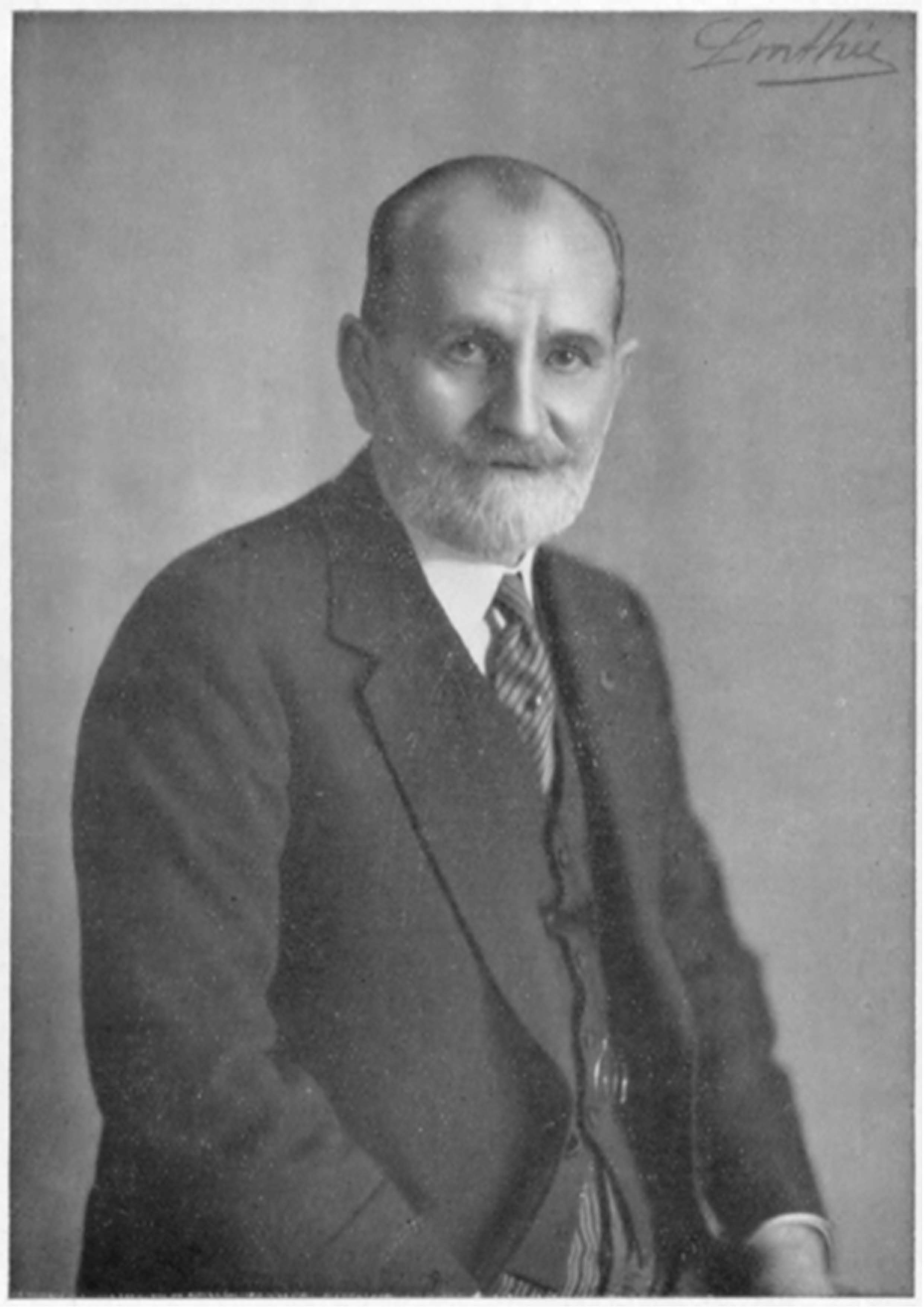

Maurice Despret, né le 3 avril 1861 à Binche et mort le 30 juillet 1933 à Spa, est un homme politique libéral, banquier et industriel belge.

## Biographie
Maurice Jules Antoine Despret, né le 3 avril 1861, est le fils d'Édouard Despret, ingénieur civil, et de Joséphine Dessigny. Il est issu d'une famille fort ancienne de maîtres de forges et de verreries du Hainaut (France et Belgique, e.a. Anor et Chimay, voir e.a. Albert Victoire Despret, Vinciane Despret). Son père est maître de forges à Anor et à Chimay, directeur puis vice-gouverneur de la Société générale de Belgique de 1883 à sa mort en 1906. Il est le frère de Georges Despret, ingénieur, chercheur, artiste, maître verrier et capitaine d'industrie belge. Il épouse Marguerite Graux, fille du ministre Charles Graux en avril 1885 à Bruxelles.
Maurice Despret fait ses études à l'Athénée royal de Bruxelles puis à l'Université libre de Bruxelles dont il sort docteur en droit.
Il est avocat auprès de la Cour d'appel de Bruxelles et à la Cour de cassation à Bruxelles et bâtonnier de l'ordre des avocats en 1914 et 1915. Il est avocat de la liste civile du roi Albert Ier.
Pendant la Première Guerre mondiale, il siège au Comité national belge dont il est le délégué pour la Province de Brabant. À l'Armistice, il est désigné pour faire partie de la délégation belge chargée de préparer le Traité de Versailles.
Il espérait faire valoir l'« héritage » de son père Édouard Despret au poste de vice-gouverneur de la Société générale de Belgique après la démission de Joseph Devolder. Ces vœux n'ayant pas été exaucés, il passe avec armes et bagages à la Banque de Bruxelles, accompagné de Gaston Barbanson, fils et petit-fils de directeur à la Générale.
En 1919, il devient président de la Banque de Bruxelles après en avoir été administrateur. Il siège également comme administrateur dans plusieurs dizaines de sociétés et groupes industriels, belges et étrangers telles que la Sofina, la Compagnie internationale des Wagons-Lits et des Grands Express européens, la Société générale des chemins de fer économiques, la Société financière des Transports et des Entreprises industrielles et de différents charbonnages et industries ayant des intérêts en Campine. Il est président de la section belge de la Chambre de commerce internationale et le gouvernement belge fait appel à lui pour la présidence de la délégation belge à l'Exposition internationale des Arts décoratifs à Paris en 1925.
En août 1920, il est nommé sénateur de l'arrondissement de Bruxelles en remplacement de Prosper Hanrez décédé jusqu'en novembre 1921. Il est élu au sénat comme représentant du Limbourg en mai 1925 et réélu jusqu'en 1932.
Il achète et restaure le château et les jardins de Sterrebeek dus à l'architecte Giovanni Niccolò Servandoni et datant de 1761. Il en fait sa résidence secondaire et y rassemble une riche collection d'œuvres d'art et d'antiquités. Cette résidence passe ensuite par succession dans la famille Solvay.

## Hommages et distinctions
Une « Maurice Despretlaan » (avenue Maurice Despret) perpétue sa mémoire à Zaventem.
Les distinctions suivantes lui ont été décernées, :
- Grand officier de l'ordre de Léopold (Belgique) ;
- Commandeur de l'ordre de la Couronne (Belgique) ;
- Grand officier de la Légion d'honneur (France) ;
- Grand officier de l'ordre de la Couronne de chêne (Luxembourg) ;
- Grand officier de l'ordre de la Couronne d'Italie ;
- Grand officier de l'ordre royal de Victoria (Angleterre) ;
- Officier de l'ordre d'Orange-Nassau (Pays-Bas).